# オマレス
オマレス（希：Ομάρης、ラテン文字転記：Omares、? - 紀元前334年）はアケメネス朝ペルシアの将軍である。
オマレスは紀元前334年にアレクサンドロス3世率いるマケドニア軍が小アジアに侵攻してきた際、他の将軍や小アジア各地の太守たちと共にそれをグラニコス川で迎え撃った。オマレスはこの時ギリシア人傭兵部隊を率いていたが、ペルシアの指揮官たちは傭兵部隊を後方に置いて自分たちの騎兵部隊だけで戦おうとした。しかし、ペルシアの騎兵部隊は敗れて敗走し、取り残された傭兵部隊は敵に包囲されて壊滅させられた。この戦いではオマレス自身を含む多くのペルシアの将官が敗死した。

## 註
1. ↑  アッリアノス, I. 16